# Geschosshöhe

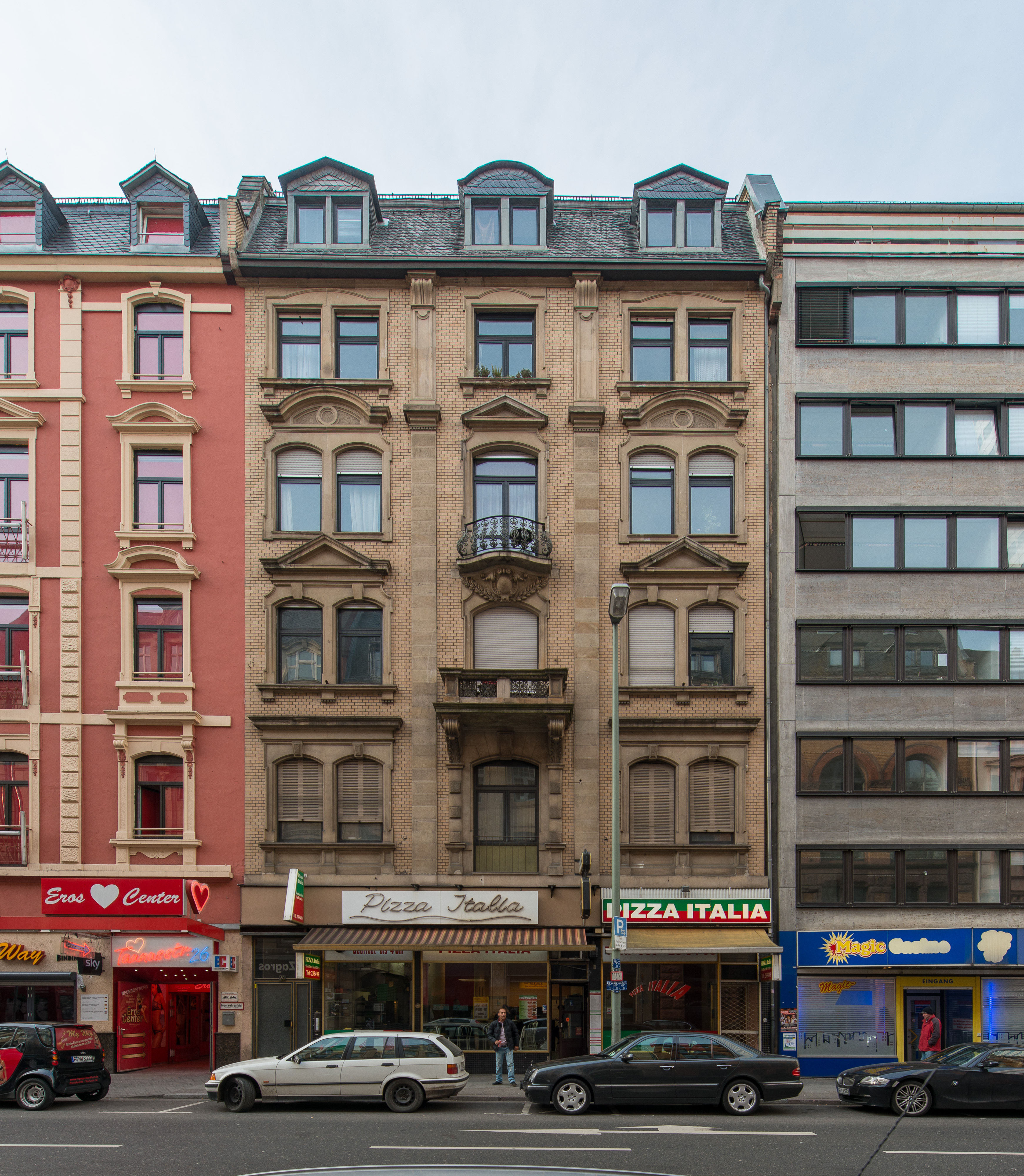
Gebäude mit unterschiedlichen Geschosshöhen in Frankfurt am Main.

Als Geschosshöhe (in Österreich Geschoßhöhe) bezeichnet man bei Gebäuden den senkrechten Abstand zwischen der Fußbodenoberkante eines Geschosses und der Fußbodenoberkante des darüberliegenden Geschosses. Die Geschosshöhe ergibt sich aus der Addition der Raumhöhe (Lichte Höhe) mit der Stärke der darüberliegenden Decke (inklusive Fußbodenaufbau).